# Ara: History Untold
Ara: History Untold è un videogioco strategico a turni sviluppato da Oxide Games e pubblicato da Xbox Games Studio il 24 settembre 2024. Annunciato durante la Xbox and Bethesda Showcase 2022, il gioco tratta di costruire e guidare una nazione attraverso una storia alternativa.

## Modalità di gioco
Il gioco permette al giocatore di guidare una nazione attraverso una storia alternativa, e presenta un mondo dinamico contenente numerosi biomi e culture, dove si possono esplorare nuove terre, sviluppare le arti e la cultura, condurre missioni diplomatiche e guidare battaglie e guerre. È possibile costruire numerosi miglioramenti, dai fabbri alle biblioteche, fino ai più prestigiosi monumenti, e ricercare tecnologie su un albero non lineare, e i cittadini reagiranno attivamente in base alle condizioni di salute, di pace o guerra, o di rivolta.
Le azioni di tutti i giocatori sono eseguite in contemporanea, ma sono presenti modalità in multigiocatore sincrono e asincrono.

## Civiltà e leader
- Abbasidi - Harun al-Rashid
- Argentina - Evita Perón
- Assiri - Sennacherib
- Australia - Howard Florey
- Aztechi - Itzcoatl
- Belgio - Leopoldo I
- Bisanzio - Irene Sarantapechaina
- Celti - Budicca
- Cherokee - Wilma Mankiller
- Cina - Wu Zetian
- Corea - Sejong il Grande / Yu Gwan-sun
- Crow - Osh-Tisch
- Egitto - Nefertiti
- Etiopia - Haile Selassie
- Francia - Giovanna d'Arco
- Georgia - Tamara
- Germania - Otto von Bismarck / Ildegarda di Bingen
- Ghana - Yaa Asantewaa
- Giappone - Tokugawa Ieyasu
- Grecia - Saffo
- Inca - Pachacuti
- India - Ashoka
- Inghilterra - Elisabetta
- Italia - Cesare Beccaria
- Kush - Amanirenas
- Messico - Benito Juárez
- Mongolia - Genghis Khan
- Palmira - Zenobia
- Persia - Serse I
- Polonia - Niccolò Copernico
- Roma - Giulio Cesare
- Russia - Caterina II di Russia
- Sacro Romano Impero - Carlo Magno
- Songhai - Askia Mohammad I
- Stati Uniti - George Washington
- Spagna - Isabella I
- Thailandia - Ram Khamhaeng
- Venezuela - Simón Bolívar
- Zulu - Shaka

## Sviluppo
Il gioco è stato sviluppato da Oxide Games, uno studio di creazione di videogiochi fondato a Lutherville, Maryland; il suo motore di gioco, il Nitrous Engine, è già stato usato dall'azienda per sviluppare Ashes of the Singularity. Alcuni membri della Oxide Games sono ex-dipendenti della Firaxis Games, ideatori della serie Civilization, e Ara: History Untold ne è simile in vari modi, ma con elementi del grand strategy di giochi della Paradox Interactive come Crusader Kings ed Europa Universalis.